# Anastasija Sedova
Anastasija Nikolajevna Sedova (ryska: Анастасия Николаевна Седова), född 4 februari 1995, är en rysk längdskidåkare som debuterade i världscupen den 27 november 2016 i Ruka i Finland. Hon deltog vid världsmästerskapen i nordisk skidsport 2017 där hennes bästa individuella placering blev en 9:e plats i skiathlon.
Sedova vann guld i 10 km klassisk stil vid juniorvärldsmästerskapen i nordisk skidsport 2016.